# Tymczasowy port w Gazie
Tymczasowy port w Gazie – modułowy pirs rozłożony przez wojsko USA u wybrzeży Strefy Gazy, celem umożliwienia dostarczenia pomocy humanitarnej drogą morską
Znajdował się on na południe od portu rybackiego w mieście Gaza, na wysokości tzw. korytarza Netzarim. Jego budowa została zapowiedziana w marcu 2024 przez prezydenta USA Joego Bidena, a zakończono ją 16 maja 2024 r.
17 lipca 2024 oficjalnie zaprzestano jego użytkowania.

## Dystrybucja i kontrola
Za przyjmowanie i dystrybucję pomocy odpowiadał w teorii Światowy Program Żywnościowy.
Pomoc kierowana do portu była najpierw poddawana kontroli izraelskich urzędników dwukrotnie - najpierw przed załadunkiem na Cyprze i ponownie po wyładowaniu. Molo w teorii miało planowo obsługiwać 150 ciężarówek z pomocą dziennie.
W dniu 17 maja 2024 r. rzecznik UNOCHA stwierdził, że dostarczanie pomocy do Gazy „nie może i nie powinno zależeć od pływającego doku oddalonego od miejsc, gdzie potrzeby są najpilniejsze”.
21 maja ONZ stwierdziła, że pomoc dostarczona na pirs 2 dni wcześniej wciąż nie dotarła do Gazy i że istnieje ryzyko niepowodzenia całej akcji, jeśli Izrael nie zapewni organizacjom humanitarnym bezpiecznych warunków działania.

## Koszt
Szacunkowy koszt budowy pirsu i jego obsługi przez pierwsze 90 dni przez wojsko amerykańskie wynosi 320 milionów dolarów.